# Али-паша Ризванбеговић
Али-паша Ризванбеговић-Сточевић (1783 — 1851) био је столачки капетан и херцеговачки везир.

## Биографија
Рођен је у Стоцу око 1783. године којим је управљао од 1813. до 1833. године. Био је противник поретка Хусеин-капетана Градашчевића и у почетку покрета стао је на чело султанове стране. За заслуге које је показао у борби против Градашчевића именован је 1833. године херцеговачким везиром и од тада па све до смрти 1851. године готово је самостално управљао Херцеговином која је 1833. године издвојена из Босанског пашалука и претворена у посебан ајалет. Поразио је Црногорце на Грахову 1836.
Иако је Ризванбеговић надао да ће његови наследници добити титуле везира, Омер-паша Латас је наредио да се Ризванбеговић погуби на понижавајући и суров начин, а Херцеговачки пашалук је присаједињен Босанском.
Пореклом је био из старе српске племићке породице, по народности је био Србин, исламске вероисповести и писао је ћириличним писмом српског језика.
Иво Андрић је написао приповетку „Алипаша” о лику и делу овог везира.